# Joseph Drake (soldado)
Joseph Drake (14 de junio de 1806 - 24 de octubre de 1878) abogado y propietario de una plantación, fue coronel del Ejército de los Estados Confederados durante la guerra civil estadounidense, y estuvo al mando de una brigada en dos batallas importantes. También fue miembro de la Legislatura de Misisipi antes y durante la guerra.

## Primeros años
Su abuelo Joseph Drake fue uno de los "Long Hunters" de Daniel Boone en Kentucky y fue asesinado por indios cerca de Boonesborough, Kentucky en agosto de 1778. En algún momento entre 1807-1816 su familia se mudó al condado de Bedford, Tennessee y más tarde al condado de Franklin, Tennessee. Asistió a la Universidad de Washington y Lee en Lexington, Virginia durante 1825-26. Joseph se registró y juró como abogado y consejero del condado de Carroll, Misisipi en 1834. En 1835, Drake se desempeñó como fiscal de distrito del Tribunal de Circuito del condado. Se casó allí el 14 de noviembre de 1837 con Martha M. Burton. Representó al condado de Carroll en la Cámara de Representantes de Misisipi de 1838 a 1839 y fue juez de sucesiones del condado de Carroll, de 1855 a 1861.

## Guerra civil
Joseph Drake fue capitán de la Compañía H, "Rebeldes del condado de Carroll", que se incorporó al servicio estatal en Carrollton, Misisipi, el 24 de agosto de 1861 y se organizó en Grenada, Misisipi como Cuarto Regimiento, Segunda Brigada, Ejército de Mississippi, y se alistó durante doce meses. . Fue elegido coronel el 11 de septiembre en un campamento cerca de Trenton, Tennessee.
Este regimiento fue luego puesto bajo el mando de Van Dorn. Después de ser ascendido a general de división el 19 de septiembre de 1861, Van Dorn fue trasladado a Virginia y el 4 de octubre se le dio el mando de la 1.ª División en el cuerpo de Beauregard en el Ejército del Potomac, bajo Joseph E. Johnston. La cuarta infantería de Mississippi, que había sido separada de la división de Van Dorn del ejército del Potomac, era uno de los dos regimientos de Fort Henry que tenían alguna experiencia en la guerra, y los hombres se comportaban como veteranos. El coronel Joseph Drake envió dos compañías de misisipianos para enfrentar el primer avance del enemigo el 4 de febrero, que mantuvo los pozos de los rifles solo hasta que se reforzó. Durante el bombardeo del 6, que resultó en la rendición de Fort Henry, el coronel Drake comandó la Segunda Brigada del general Tilghman.
Después de que el ataque naval obligó a la rendición de Fort Henry, Drake se retiró a Fort Donelson, donde comandó Brig. Tercera brigada del general Bushrod Johnson. El Cuarto estuvo bajo fuego en las trincheras de Donelson durante el 13 y 14 de febrero, y participó en el asalto que se realizó el día 15 con el propósito de abrir una línea de retirada. El general Johnson informó que la Brigada de Drake, bajo su muy galante, firme y eficiente comandante, se movió en un orden admirable, casi constantemente bajo fuego, conduciendo al enemigo lentamente de colina en colina hasta aproximadamente la 1 p. m., cuando se le ordenó volver al rifle fosos, dejando a la Brigada de Drake sin apoyo durante un tiempo. El coronel Nathan Bedford Forrest acudió al apoyo de Drake y le aconsejó que retrocediera, lo que hizo sin desorden. La brigada del coronel Smith avanzó una corta distancia colina arriba, corriendo repetidamente y luego cayendo al suelo en la posición boca abajo, mientras escuchaba las burlas de la brigada confederada de Drake oponiéndose a ellos.
La rendición siguió el 16. Se dice que el coronel Drake rompió su espada y la arrojó al río cuando se le informó de la rendición. Su hijo John Beckenridge Drake (1840-1922) se unió a la Compañía K, 30 de infantería de Mississippi el 27 de febrero de 1862, poco después de que su padre fuera capturado. Fue encarcelado en Johnson's Island, luego ingresado el 21 de febrero de 1862 en el USA Prison Hospital, Camp Douglas Chicago, Illinois, recibido en Camp Chase Columbus, Ohio el 1 de marzo, trasladado el 6 de marzo a Fort Warren, Boston y puesto en libertad condicional el 7 de abril para el propósito del intercambio para el Coronel Milton Cogswell, 42 ° Voluntarios de Nueva York, 11 de abril de 1862, en espera de intercambio en Baltimore, para informar al Mayor General John E. Wool en Fort Monroe, Virginia. Se jubiló después de ser canjeado el 27 de agosto de 1862, considerado demasiado mayor para el servicio activo. Tenía 56 años.

## Carrera posbellum
Drake regresó a su plantación y se desempeñó como miembro del Senado de Misisipi del condado de Carroll en 1864.